# 海員学校
海員学校（かいいんがっこう）は、かつて旧運輸省に附属して設置されていた、海員の養成を目的をした海事教育機関の名称であると同時に、かつて設置されていた独立行政法人の名称である。

## 概要
1937年（昭和12年）7月7日に盧溝橋事件に発した日華事変は急速に戦線を拡大し兵員及び軍需物資を必要とした。このため軍に徴用された船舶が多数にのぼった。
当時の商船乗組員の養成機関のうち、高等商船学校は実業専門学校（旧制）であり、船舶職員（高級船員）であるとともに海軍予備士官として任用された一方、商船学校は実業学校令準拠の中等教育機関の教育水準にあり、士官として任用できず海軍予備下士官教育施設としては長期であった。
そこで、海軍省から高等小学校卒業者を対象とし、短期間の教育で海軍予備兵として任用できる普通船員の養成機関として海員養成所を設置すべきとの提案がされた。
当時、海運が好況であること、更には戦争が勃発し多数の優秀な船員が必要な上、一部の民間業者（とはいえ、小規模の養成所）しか乗船前に予備教育を施さなかったことから、政府による短期間で普通船員の幹部を養成できる、官立の海員養成所の設置は海運業界からも望ましいことだった。
1938年（昭和13年）当時、海運を管轄する官庁は逓信省管船局であり、この年の秋には海員養成所の設立の方針を固め、手始めに全国に4か所海員養成所を設置することになった。1939年（昭和14年）7月8日、海員養成所官制が公布され、全国各地に海員養成所が設立された。
2023年（令和5年）現在、独立行政法人海員学校を経て、独立行政法人海技教育機構が同施設を受け継いでいるが、全国で短大、専科化が進められている。

## 普通海員養成所
基礎的な知識や技術を短期間で教育し、海上においてすぐに職務に従事出来る、即戦力となる普通海員を養成する。
養成課程の入所期間は3か月で、入所資格は国民学校高等科卒業程度の学力を有する事である。入所期間は、船舶運営会から毎月20円の手当を支給される。
卒業後は、見習として約6か月から1年は社船にて乗船実習を行うが、これには養成所での3か月も含まれる。
見習期間は、給料が支払われ、船内を青年学校に例えられて、船長をその校長として表現された。

## 官立海員養成所
単に、「海員養成所」とも言う。前述の普通海員養成所とは異なり、見習期間を経ずに普通海員の中堅として配置される事から、本格的な幹部育成を図っていた。そのため、将来的に部下を多く持つ人材となることを期待され、比較的長期にわたって教育が行われた。
修業年限は1年で、入所資格は国民学校高等科卒業又は中等学校2年次修了程度の学力を有する事である。
海軍予備補習生として海兵団での6か月の教育を受ければ、海軍予備三等水兵又は海軍予備三等機関兵として採用され、その後の乗船履歴により順次進級する事も可能である。当初は志願を募っていたが、後に義務化された。
満十八歳の年齢に達していれば、卒業後の乗船履歴に応じて、乙種二等運転士又は汽船三等機関士の免状を付与される。

## 短期高等海員養成所
中学卒業（4年次修了）者を対象とした、修業年限が3年の施設である。
席上課程1年、海兵団での軍事学修3か月、乗船実習1年6か月、と言う高等海員の即席養成を図ったその課程の内容は、高等商船学校の簡易化されたようなものである。授与される免状も同様であるが、高等商船学校とは違い、上級の免状は自力で試験に合格するか、高等海員養成所もしくは特別高等海員養成所の課程を修了せねばならない（後述）。
入所後は、直ちに海軍予備練習生として海軍軍籍に編入され、卒業後は海軍兵曹長もしくは海軍機関兵曹長として任官する（ただし、1年経過すれば、それぞれ海軍少尉に進級する事になっていた）。こちらも、前述の海員養成所と同じく、当初は志願者のみが海兵団での教程を修了後、海軍予備員として採用されたが、後に義務化された。
- 第一短期高等海員養成所（神戸市神戸区山本通三丁目）
- 第二短期高等海員養成所（岡山県児島郡味野町）
- 第三短期高等海員養成所（東京都深川区越中島町）
- 第四短期高等海員養成所（兵庫県武庫郡本庄村深江）

この内、第三（東京）と第四（神戸）は1944年（昭和19年）に、それぞれの高等商船学校の専科として改組された。

## 高等海員養成所
既に現場で活躍している普通海員（普通船員）を高等海員（高級船員）へ登用する為には、海技免状に合格する必要があるが、海上勤務の都合上、繁忙を極める船務に従事しながらの受験勉強は困難な上、実力があるにしても、希望する時期に受験する事が出来ないのが大変不便であった。又、実地上の知識を十分に有しても、学理的な側面に乏しかったり、組織的な勉強を行う機会に恵まれない事もあるため、設置されたのが本制度である。
入所資格は必要な海技免状およびそれに準する身体検査に合格する事ならびに乗船履歴で、入所試験の科目は国語と数学の2科目、難易度は国民学校高等科程度である。
学科の修業期間によって、乗船履歴が当該の海技免状に必要な分が不足していても、入所が認められる。
- 航海部
  - 汽船甲種二等運転士科（1年）
  - 乙種二等運転士科（6か月）
- 機関部
  - 二等機関士科（1年）
  - 近海発動機船二等機関士科（1年）
  - 近海汽船二等機関士科（6か月）
  - 近海発動機船二等機関士科（6か月）

対象年齢は、満20歳以上満40歳未満。
特典として、卒業試験に合格する事により、無試験（ただし、体格検査を除く）で海技免状を授与される。
海軍で言う、「選修学生」がこれに相当する課程である。

## 特別高等海員養成所
前述の高等海員養成所が「再教育機関」とすれば、「最教育機関」に当たるとも称された、船舶の最高幹部養成機関である。
対象となるのは、高等商船学校以外の養成機関を卒業した者である。また、在所日数の半分が海軍予備員の進級で必要な実役停年を満たす。
- 航海部
  - 甲種船長科（1年）
  - 甲種一等運転士科（9か月）
- 機関部
  - 機関長科（1年）
  - 一等機関士科（9か月）
  - 発動機船一等機関士科（9か月）

年齢や学歴は、無制限。卒業後は、上記の高等海員養成所と同様、海技免状が無試験で授与される。
但し、戦況の悪化により、戦争末期には教育が中止されていた。

## 現在設置されている学校
海上技術学校（高等学校に相当）
本科
- 修業年数 - 前期中等教育修了[15]後、3年間
  - 国立館山海上技術学校（千葉県館山市）
  - 国立唐津海上技術学校（佐賀県唐津市）（令和5年度より生徒募集停止）
  - 国立口之津海上技術学校（長崎県南島原市）

海上技術短期大学校（短期大学に相当）
専修科
- 修業年数 - 後期中等教育修了[17]後、2年間
  - 国立清水海上技術短期大学校（静岡県静岡市）
  - 国立宮古海上技術短期大学校（岩手県宮古市）
  - 国立波方海上技術短期大学校（愛媛県今治市）

航海専科
- 修業年数 - 後期中等教育修了[17]後、2年間
  - 国立小樽海上技術短期大学校（北海道小樽市）
  - 国立唐津海上技術短期大学校（佐賀県唐津市）（2024年4月を目途に開校予定）

### 廃止された海員養成所・海員学校・海上技術学校一覧
- 朝鮮総督府交通局海員養成所（鎮海、1945年（昭和20年）5月に統営に移転） - 1945年（昭和20年）に廃止。
- 朝鮮総督府交通局普通海員養成所（仁川と木浦） - 1945年（昭和20年）に廃止。
- 岸和田海員養成所（大阪府） - 1946年（昭和21年）に廃止。
- 宮崎海員学校（宮崎県） - 1954年（昭和29年）に廃止。
- 高浜海員学校（愛知県） - 1961年（昭和36年）に静岡県に移転し、清水海員学校（現 清水海上技術短期大学校）に改称。
- 児島海員学校（岡山県） - 1981年（昭和56年）に廃止後、海技大学校児島分校に改組したが、それも2009年（平成21年）に廃止。
- 七尾海員学校（石川県） - 1981年（昭和56年）に廃止後、海技大学校七尾分校に改組したが、それも1992年（平成4年）に廃止。
- 門司海員学校（福岡県北九州市） - 1981年（昭和56年）に廃止後、 海上保安庁海上保安学校門司分校に改組され、存続している。
- 村上海員学校（新潟県） - 1987年（昭和62年）に廃止。
- 粟島海員学校（香川県） - 1987年（昭和62年）に廃止。
- 国立沖縄海上技術学校（沖縄県石川市） - 2005年（平成17年）に廃校。
- 国立小樽海上技術学校（北海道小樽市） - 2022年（令和4年）9月に閉校。

## 一時期に別法人だった学校
海技大学校（最高学府）
- 海上技術コース（航海・機関）（高等学校専攻科および短期大学に相当）[16]
  - 修業年数 - 海上技術学校本科修了後、2年
- 海上技術コース（航海専修・機関専修）[18]
  - 修業年数 - 海上技術短期大学校専修科若しくは航海専科修了後、2年
- 海上技術コース（航海専攻・機関専攻）[19]
  - 修業年数 - 高等教育修了[20]後、2年

## 外地（現在の韓国・台湾）に設置された学校
- 朝鮮総督府交通局高等海員養成所（朝鮮）

現在の韓国海洋大学校の前身であるが、当時は高等教育機関ではなく、内地の商船学校に相当する中等教育機関である。卒業後は本土の甲種実業学校と同様に、甲種二等運転士や二等機関士等の資格や学歴を得た。又、逓信局時代には普通海員を養成とする、修業期間3か月の別科も存在した（後にその機能は、上記の海員養成所に移管）。
内地からでも、統治下の朝鮮人でも入学が可能であった。
著名な卒業生に鄭兢謨、鄭兢謨、李成浩（いずれも、海軍参謀総長を歴任、最終階級は韓国海軍中将）がいる。
- 台湾総督府海員養成所

詳細不明　法令索引に台湾総督府海員養成所の勅令が存在する。

## 歴史

### 沿革

#### 昭和（戦前）
- 1939年（昭和14年）
  - 7月 - 「海員養成所官制」公布により逓信省所管の海員養成所本科（1年制）を設置。児島海員養成所（岡山県）を設置。
  - 9月 - 小樽海員養成所（北海道）を設置。
- 1940年（昭和15年）
  - 1月 - 唐津海員養成所（佐賀県）を設置。
  - 3月 - 宮古海員養成所（岩手県）を設置。
- 1942年（昭和17年）12月 - 宮崎（宮崎県）と七尾（石川県）に海員養成所を設置。
- 1943年（昭和18年）11月 - 官制改正により運輸通信省の所管となる。
- 1945年（昭和20年）
  - 3月 - 岸和田（大阪府）、門司（福岡県北九州市）、高浜（愛知県）に海員養成所を設置。
  - 5月 - 官制改正により運輸省の所管となる。

#### 昭和（戦後）
- 1946年（昭和21年）3月 - 岸和田海員養成所を廃止。
- 1947年（昭和22年）4月 - 粟島（香川県）海員養成所設置。
- 1949年（昭和24年）- 前々年の国民学校高等科廃止に伴い、入学資格を新制中学校卒業に改める。
- 1952年（昭和27年）8月 - 海員養成所が海員学校と名称変更。
- 1954年（昭和29年）
  - 3月 - 宮崎海員学校を廃止。
  - 4月 - 口之津海員学校を設置。
- 1961年（昭和36年）4月 - 高浜海員学校を清水海員学校（静岡県）と改称[21]。
- 1963年（昭和38年）1月 - 館山（千葉県）に海員学校を設置。
- 1964年（昭和39年）2月 - 学制改革により、本科を廃止し、高等科（中卒2年制）を設置。
- 1968年（昭和43年）4月 - 粟島海員学校波方分校（愛媛県） 補導科内航課程（中卒3か月制）を設置。
- 1969年（昭和44年）4月 - 清水海員学校に本科司厨[22]科（中卒1年制）を設置。
- 1970年（昭和45年）
  - 4月 - 波方分校に本科内航科（中卒1年制）設置。
  - 5月 - 村上（新潟県）に海員学校を設置。
- 1971年（昭和46年）4月 - 口之津海員学校に本科司厨科（中卒1年制）を設置。
- 1972年（昭和47年）5月 - 沖縄の本土復帰に伴い、琉球政府立沖縄海員学校（高等科）は運輸省へ移管される。
- 1974年（昭和49年）5月 - 粟島海員学校波方分校を廃止し、波方海員学校を設置。
- 1977年（昭和52年）7月 - 波方海員学校に専科（高卒1年制）を設置。清水、口之津の本科司厨科を司厨科に改称。
- 1981年（昭和56年）
  - 4月 - 児島、七尾、門司の海員学校を廃止し、組織改正を行う。
    - 児島海員学校 → 海技大学校児島分校
    - 七尾海員学校 → 海技大学校七尾分校
    - 門司海員学校 → 海上保安庁海上保安学校門司分校
- 1986年（昭和61年）
  - 4月 - 学制改革
    - 小樽、宮古、館山、唐津、口之津及び沖縄海員学校の高等科を廃止し、本科（中卒3年制）を設置。
    - 波方海員学校の専科を廃止し、専修科内航課程（高卒1年制）を設置。
    - 清水海員学校に専修科外航課程（高卒1年制）を設置。また司厨科を廃止し、司厨・事務科（高卒1年制）を設置。
    - 口之津海員学校の司厨科を廃止。

  - 7月 - 文部省告示により、海員学校本科卒業者に対し、大学入学に関し高等学校卒業者と同等資格が付与される。
- 1987年（昭和62年）4月 - 粟島と村上海員学校を廃止。清水海員学校の高等科を廃止。

#### 平成
- 1992年（平成4年）
  - 3月 - 海技大学校七尾分校（旧七尾海員学校）を廃止。
  - 4月 - 学制改革により、海員学校本科に乗船実習科（6か月）を併設。清水、波方の専修科の内航課程・外航課程を廃止し、専修科（高卒2年制）を設置。
- 2001年（平成13年）
  - 1月 - 中央省庁改革により国土交通省の所管となる。
  - 4月 - 行政改革により独立行政法人海員学校へ所管を移行。
  - 小樽、宮古、館山、唐津、口之津、沖縄の6海員学校 → 国立海上技術学校（中卒3年制）に改称。
  - 波方、清水の2海員学校 → 国立海上技術短期大学校（高卒2年制）に改称。
- 2005年（平成17年）3月 -沖縄海上技術学校を廃止。
- 2006年（平成18年）
  - 3月 - 清水海上技術短期大学校の司厨・事務科を廃止。
  - 4月 - 独立行政法人海員学校と独立行政法人海技大学校が統合し、独立行政法人海技教育機構の所管となる。
- 2008年（平成20年）4月 - 宮古海上技術学校を、高校卒業を入学資格とする宮古海上技術短期大学校に改編。
- 2009年（平成21年）3月 - 海技大学校児島分校（旧児島海員学校）を廃止。
- 2019年（令和元年）4月 - 小樽海上技術学校が入学者を募集停止。
- 2021年（令和3年）4月 - 小樽海上技術短期大学校が開校。
- 2022年（令和4年）2月 - 建物の老朽化に伴い、小樽海上技術学校および同海上技術短期大学校が北海道小樽商業高等学校跡地に移転される。
  - 10月 - 小樽海上技術学校が閉校。
- 2023年（令和5年）4月 - 唐津海上技術学校が入学者を募集停止。
- 2024年（令和6年）4月 - 唐津海上技術短期大学校が開校（予定）。

### 学校名の変遷
1. 海員養成所 - 1939年（昭和14年）から1952年（昭和27年）までの13年間。
2. 海員学校 - 1952年（昭和27年）から2001年（平成13年）までの49年間。
3. 海上技術学校・海上技術短期大学校 - 2001年（平成13年）から現在に至る。

### 所管の変遷
1. 逓信省 - 1939年（昭和14年）から1943年（昭和18年）までの4年間。
2. 運輸通信省 - 1943年（昭和18年）から1945年（昭和20年）までの1年半。
3. 運輸省 - 1945年（昭和20年）から2001年（平成13年）までの56年間。
4. 国土交通省 - 2001年（平成13年）1月から4月までの3か月間。
5. 国土交通省所管の独立行政法人海員学校 - 2001年（平成13年）4月から2006年（平成18年）までの5年間。
6. 国土交通省所管の独立行政法人海技教育機構 - 2006年（平成18年）から現在に至る。